# Герб Гренландии
Герб Гренландии — официальный государственный символ датской автономной провинции Гренландия.

## Описание
Герб представляет собой изображение белого полярного медведя на голубом фоне. Полярный медведь означает суровый зимний климат и национальное животное — белый медведь, а голубой фон означает воду Северного Ледовитого и Атлантического океанов, которая окружает остров со всех сторон. Белый медведь как символ Гренландии изображён в третьей четверти королевского герба Дании.
Автором нынешней версии герба является гренландский художник Йенс Росинг.

## История
Впервые изображение белого медведя в качестве символа Гренландии появилось в 1666 году на гербе Дании в качестве одного из его элементов. Медведь изображался в естественном положении на четырёх лапах; на задние же лапы составители гербов подняли зверя в 1819 году. Первоначально поднятой у медведя была правая лапа, но было решено «поднять» левую лапу, так как по древним повериям инуитов белый медведь — левша. 1 мая 1989 года последняя версия герба авторства Росинга Йенса была утверждена в качестве официального герба Гренландии.

Герб Графства Гренландия (отменён 1 мая 1979 года)
Старый герб Гренландии

## Гербы муниципалитетов
|  |  | Кекката    |
|  |  | Сермерсоок |
|  |  | Каасуитсуп |
|  |  | Куяллек    |

## См также
- Список гербов Гренландии
- Флаг Гренландии
- Герб Дании